# Джордже Симич
Джордже Симич (на сръбски: Ђорђе Симић или Đorđe Simić) е сръбски политик и държавник.
Той е 2 пъти министър-председател на Кралство Сърбия, и едновременно министър на външните работи, през периодите 24 януари – 3 април 1894 г. и 27 декември 1896 – 19 октомври 1897 г. Сенатор и председател на Държавния съвет на Сърбия (административен съд и административен орган) от 1901 г. Многократно заема ръководни дипломатически длъжности зад граница.

## Биография
Симич е роден в 1843 година в аристократическо семейство. След образованието си в Белград следва държавни науки в Берлин, Хайделберг и Париж.
Постъпва в Министерството на външите работи, където е началник на политическия отдел от 1867 до 1882 г. От 1882 до 1884 година е генерален консул в София. Представлява родината си като пълномощен министър (ръководител на дипломатическа мисия) във важни европейски столици: Санкт Петербург (1887-1890), Виена (1890-1894), Рим (1900-1901), Константинопол (1903-1906), Виена (1906-1912).
Докато е посланик в Русия, Симич участва в публичен диспут на 22 януари 1890 година, на който се обсъжда картата на разселение на славянските народи, издадена от Славянското благотворително общество. Диспутът е организиран от Руското имперско географско дружество и има за цел да се установи южнославянската териториално-етническа карта на Балканите. Сред участниците са сръбският посланик Джордже Симич, видният археолог от хърватски произход Стефан Веркович и изтъкнатият български духовник Методий Кусев, който води със себе си 14 семинаристи, българи от Македония. По време на диспута Симич изразява великосръбските шовинистични претенции върху Македония и западните български земи. Кусев се сблъсква със сръбския дипломат Джордже Симич, който настоява на картата на славянските народи, издавана от Славянското благотворително общество, македонското население да е отбелязано като сръбско. След изказванията на сърбина Кусев блестящо защитава българския етнически характер на Македония и разгромява сръбските претенции. В речта си Методий заключва:
| „ | Македония в своите жители само сърби няма! | “ |

В резултат на това Симич подава оставка като посланик и напуска Санкт Петербург, тъй като вече не може да предявява сръбските претенции към Македония пред руските държавници
Симич е министър-председател на Кралство Сърбия за кратко през 1894 година и през 1896 – 1897 година. Сключва краткотрайна спогодба с България по македонския въпрос.
Джордже Симич е сред основателите и дългогодишен ръководител на Сръбския червен кръст.